# Dongguan International Trade Center 1
 (décembre 2023).
Si vous disposez d'ouvrages ou d'articles de référence ou si vous connaissez des sites web de qualité traitant du thème abordé ici, merci de compléter l'article en donnant les références utiles à sa vérifiabilité et en les liant à la section « Notes et références ».
Le Dongguan International Trade Center 1 est un gratte-ciel en cours de construction dans la ville de Dongguan en Chine. Les travaux ont débuté en 2014. L'immeuble devrait atteindre une hauteur de 426,9 mètres.